# Pokémon Colosseum
Pokémon Colosseum (ポケモンコロシアム Pokemon Koroshiamu?) es un videojuego de la franquicia Pokémon del género de RPG/Aventura para Nintendo GameCube. El juego es una semi-secuela de los juegos Pokémon Stadium de Nintendo 64 y a su vez cuenta con una secuela titulada Pokémon XD: Tempestad Oscura, también para Nintendo GameCube. El juego cuenta con un modo multijugador con la posibilidad de usar los Pokémon de los juegos de Game Boy Advance de la tercera generación, pero sin duda el modo historia es el más importante, recuperando el espíritu de los juegos de Game Boy y aprovechando los gráficos en 3D. Este modo historia se basa casi exclusivamente en explorar ciudades, dejando de lado las rutas clásicas de las versiones portátiles. El hecho de que se pueda "purificar" a los Pokémon oscuros le da mucha identidad.
A diferencia de los Pokémon Stadium de Nintendo 64, este juego ha sido programado por un nuevo grupo de programación, Genius Sonority. Junto al juego se incluyó en una Memory Card de 59 bloques. Además, en las versiones japonesas, estadounidenses y canadienses se incluyó un disco extra, diferenciándose en el contenido de la versión japonesa y americana.

## Pokémon Oscuros
Los Pokémon Oscuros son la mayor novedad del juego y del mundo pokémon en general. Son unos pokémon que les "cierran el corazón para convertirlos en máquinas de lucha sin sentimientos", denominados pokémon oscuro (shadow pokémon en el juego en inglés). Este hecho está perpetrado por grupos de delincuentes, representado por la Banda Cifer. Además, otra banda de menor monta también está involucrada en la historia, llamada Cepo, que se alía con la otra. En el juego hay que arrebatar los pokémon oscuros a los entrenadores que posean estos pokémon, siendo algo atípico debido a que en los juegos de Game Boy se menciona que no se pueden robar pokémon a otros entrenadores, y que está mal hacerlo, estando solo permitido capturar pokémon salvajes. En Pokémon Colosseum, para resolver este dilema, se incluyó un aparato especial para el personaje protagonista que crea las CepoBall mediante Poké Ball, las únicas capaces de capturar pokémon de entrenadores.

## Modo Batalla
El juego incluye además un modo batalla con diversas copas al estilo Pokémon Stadium. En él podremos combatir con pokémon obtenidos en el modo historia o en los juegos de Game Boy Advance y batallas dobles.

## Pokémon obtenibles
La inmensa mayoría de los pokémon capturables son los denominados pokémon oscuros, las excepciones están entre paréntesis de la lista a continuación:
- Espeon (pokémon inicial modo historia)
- Umbreon (pokémon inicial modo historia)
- Makuhita
- Bayleef
- Quilava
- Croconaw
- Misdreavus
- Slugma
- Noctowl
- Flaaffy
- Skiploom
- Quagsire
- Furret
- Yanma
- Remoraid
- Mantine
- Qwilfish
- Dunsparce
- Meditite
- Swablu
- Sudowoodo
- Plusle (recibido directamente en el modo historia)
- Hitmontop
- Entei
- Ledian
- Suicune

- Gligar
- Sneasel
- Piloswine
- Stantler
- Ariados
- Aipom
- Murkrow
- Forretress
- Granbull
- Vibrava
- Raikou
- Sunflora
- Delibird
- Heracross
- Skarmory
- Miltank
- Absol
- Houndoom
- Tropius
- Metagross
- Tyranitar
- Smeargle
- Ursaring
- Shuckle
- Togetic
- Ho-oh (recibido directamente tras completar 100 combates en el Mt. Batalla)

Los siguientes pokémon no son obtenibles en la versión europea y solo uno de ellos se puede obtener en la versión estadounidense:
- Pikachu (e-card japonés solamente)
- Mareep (e-card japonés solamente)
- Scizor (e-card japonés solamente)
- Celebi (disponible únicamente en el disco extra de la versión japonesa)
- Jirachi (disponible únicamente en el disco extra de la versión estadounidense)

## Crítica
Una de las cosas más valoradas del juego ha sido su modo historia, semenjándose a los juegos de Pokémon de Game Boy, además de la posibilidad de conseguir diferentes Pokémon de la región de Johto, incluyendo Ho-oh y los 3 perros legendarios: Entei, Raikou y Suicune. Por otro lado, ha sido criticado por los fanes de pokémon debido a la escasez de pokémon capturables y a no haber pokémon salvajes propiamente dicho, siendo mayormente Pokémon de Johto y Hoenn y dejando un poco de lado a los Pokémon de Kanto. Además de contar con una falla al utilizar el movimiento Fly en el cual los pokémon parecieran estar parados en ciertos momentos del juego.

## Secuela
El juego cuenta con una secuela directa titulada Pokémon XD: Tempestad Oscura cuya historia se encuentra 5 años después de Pokémon Colosseum. En esta secuela se corrigieron algunos puntos de Pokémon Colosseum, como el hecho de haber un número más elevado de Pokémon de la región de Kanto y hecho de poder capturar Pokémon salvajes en determinadas zonas.